# Magyar Liberális Párt
Magyar Liberális Párt (MLP) (deutsch Ungarische Liberale Partei), auch Liberálisok (Liberale, Eigenschreibweise: LiBERÁLISOK) ist eine ungarische Partei.

## Geschichte
Die MLP wurde 2013 vom früheren Parteimitglied der Fidesz und des SZDSZ, Gábor Fodor gegründet. Fodor hatte bereits im Januar 2013 bekannt gegeben, dass er die Absicht habe, eine eigene Partei zu gründen. Er wolle eine „liberalere und persönlichere […]“ Partei schaffen. Die MLP ist eine liberale Partei. Die meisten Parteimitglieder hat sie in Budapest, die Liberalen sind aber auch in anderen Städten organisiert, sie ist in insgesamt 74 Wahlkreisen vertreten. 2014 wurde sie Mitglied des linksgerichteten Wahlbündnisses „Összefogás“, dessen Ziel ein Regierungswechsel bei den Parlamentswahlen 2014 war, was allerdings scheiterte. Jedoch gelang es Gábor Fodor, ein Mandat im Parlament zu erhalten.
Die Partei kündigte im April 2014 an, dass sie wegen finanzieller Schwierigkeiten nicht an den Europawahlen 2014 teilnehmen werde. Seit Dezember 2015 ist sie Mitglied der Europapartei Allianz der Liberalen und Demokraten für Europa.
Nach den Parlamentswahlen 2018 war die Partei bis 2022 durch die Abgeordnete Anett Bősz im ungarischen Parlament vertreten. Bősz spielte eine wichtige Rolle während den Demonstrationen im Dezember 2018 in Budapest, unter anderem hat sie zusammen mit weiteren Abgeordneten das Gebäude des staatlichen Rundfunks besetzt.